# Mimi Kuzyk
Mimi Kuzyk (* 21. Februar 1952 in Winnipeg, Manitoba) ist eine kanadische Schauspielerin.

## Leben
Kuzyk nahm Unterricht am Royal Winnipeg Ballet. Sie debütierte in einer Folge der Fernsehserie Second City TV aus dem Jahr 1979. Im Fernsehdrama Im Reich der weißen Berge (1985) spielte sie an der Seite von Leslie Nielsen eine der größeren Rollen. Im SF-Film Experiment des Grauens (1994) übernahm sie die Hauptrolle der CIA-Informatikerin Jessica Saunders, die mit der Untersuchung der Experimente von Dr. MacLean (Donald Sutherland) beauftragt wird.
Kuzyk wurde für ihre Rolle im Filmdrama Little Criminals (1995) für den Gemini Award nominiert. Für ihre Rolle im Filmdrama Lost and Delirious (2001) wurde sie im Jahr 2002 für den Genie Award nominiert. Für ihre Auftritte in der Fernsehserie Blue Murder wurde sie in den Jahren 2001 und 2003 für den Gemini Award nominiert.
Kuzyk war zeitweise mit Don Cilinsky verheiratet.

## Filmografie (Auswahl)

### Filme
- 1985: Im Reich der weißen Berge (Striker’s Mountain, Fernsehfilm)
- 1986: Duell mit dem Schicksal (Miles to Go …, Fernsehfilm)
- 1986: Blind Justice (Fernsehfilm)
- 1988: Der Kuss (The Kiss)
- 1989: Cannonball Fieber – Auf dem Highway geht’s erst richtig los (Speed Zone!)
- 1991: Teuflisches Komplott (False Arrest, Fernsehfilm)
- 1994: Experiment des Grauens (The Lifeforce Experiment, Fernsehfilm)
- 1994: Im Netz des Wahnsinns (I Know My Son Is Alive, Fernsehfilm)
- 1995: Little Criminals (Fernsehfilm)
- 1998: Bone Daddy – Bis auf die Knochen (Bone Daddy)
- 1999: Blue Moon (Fernsehfilm)
- 1999: Tödliche Vergeltung (Cruel Justice, Fernsehfilm)
- 1999: Zeitreise in die Katastrophe (Thrill Seekers, Fernsehfilm)
- 1999: Lost Memory (Water Damage)
- 2001: Lost and Delirious
- 2001: Phase IV – Spiel des Todes
- 2003: Der menschliche Makel (The Human Stain)
- 2004: The Final Cut – Dein Tod ist erst der Anfang (The Final Cut)
- 2004: The Third Identity – Im Bann der Macht (A Different Loyalty)
- 2004: The Day After Tomorrow
- 2005: The Last Sign
- 2005: Feuerhölle (Descent, Fernsehfilm)
- 2006: Eine Hochzeit zu Weihnachten (A Christmas Wedding, Fernsehfilm)
- 2012: The Audition (Kurzfilm)
- 2012: Pegasus Vs. Chimera (Fernsehfilm)
- 2012: Your Side of the Bed
- 2013: Sex After Kids
- 2013: The Husband She Met Online (Fernsehfilm)
- 2013: A Very Merry Mix-Up (Fernsehfilm)
- 2014: Sorority Surrogate (Fernsehfilm)
- 2015: After the Ball
- 2015: Steel
- 2015: Blitzschlag – Gefangen im Gewittersturm (Deadly Voltage)
- 2016: Special Correspondents
- 2016: Das Glück des Augenblicks (A Family Man)
- 2021: The Righteous
- 2021: All My Puny Sorrows

### Fernsehserien
- 1980: Bizarre
- 1984: Remington Steele (eine Folge)
- 1984–1986: Polizeirevier Hill Street (Hill Street Blues, 26 Folgen)
- 1986: Love Boat (The Love Boat, eine Folge)
- 1986–1987: L.A. Law – Staranwälte, Tricks, Prozesse (L.A. Law, 2 Folgen)
- 1990: CBS Schoolbreak Special (Folge 7x05: Maggie’s Secret)
- 1991: Zurück in die Vergangenheit (Quantum Leap, eine Folge)
- 1994: Mord ist ihr Hobby (Murder, She Wrote, eine Folge)
- 1994–1996: Kung Fu (Kung Fu: The Legend Continues, 2 Folgen)
- 1995: Outer Limits – Die unbekannte Dimension (The Outer Limits, eine Folge)
- 1996–1998: Traders (8 Folgen)
- 1997: PSI Factor (PSI Factor: Chronicles of the Paranormal, eine Folge)
- 1998: Präsidententöchter küßt man nicht (My Date with the President’s Daughter)
- 2001–2004: Blue Murder (52 Folgen)
- 2005: The L Word – Wenn Frauen Frauen lieben (The L Word, eine Folge)
- 2005: Missing – Verzweifelt gesucht (1-800-Missing, eine Folge)
- 2008: XIII – Die Verschwörung (XIII, Miniserie, 2 Folgen)
- 2008–2009: Sophie (22 Folgen)
- 2009: The Border (eine Folge)
- 2010: Castle (eine Folge)
- 2010: Cold Case – Kein Opfer ist je vergessen (Cold Case, eine Folge)
- 2011: The Listener – Hellhörig (The Listener, eine Folge)
- 2011: Covert Affairs (eine Folge)
- 2011: Against the Wall (eine Folge)
- 2011: InSecurity (2 Folgen)
- 2013: Bomb Girls (eine Folge)
- 2013: Lucky 7 (eine Folge)
- 2015: The Strain (2 Folgen)
- 2015: Lost Girl (eine Folge)
- 2015–2018: UnREAL (6 Folgen)
- 2016: Murdoch Mysteries (eine Folge)
- 2016: Incorporated (eine Folge)
- 2016: Designated Survivor (eine Folge)
- 2016–2018: Shadowhunters (7 Folgen)
- 2016: Private Eyes
- 2017–2023: Workin’ Moms
- 2018: Star Trek: Short Treks (eine Folge)

### Videospiel
- 2013: Tom Clancy’s Splinter Cell: Blacklist …als President Caldwell